# 高橋庄之助
高橋 庄之助（たかはし しょうのすけ、1864年7月3日（元治元年5月30日）- 1930年（昭和5年））は、明治から昭和初期の弁護士、政治家。衆議院議員。

## 経歴
上野国甘楽郡野上村（群馬県北甘楽郡額部村野上を経て現富岡市野上）で、高橋曽米吉の末子として生まれた。高橋玄硯、新井又右衛門から漢学を学び、1887年（明治20年）に上京して明治法律学校に入学し、1889年（明治22年）同校を卒業。
同年、代言人試験に合格して代言人（弁護士）となる。東京市下谷区西町（現東京都台東区東上野）に住み、弁護士会常議員会長となり、下谷区会議員、東京市会議員なども務めた。1897年（明治30年）専売特許製瓦 (株) を設立して社長に就任し、その他、日本漁獵監査役、海産貿易監査役などに在任。また、1890年（明治23年）5月、小久保喜七、小池平一郎と共に北海道を視察し、帰京後各所で報告会を催し、北海道開拓について啓発活動を行った。共済会孤児収容所幹事も務め、慈善事業にも参画した。
1903年（明治36年）3月、第8回衆議院議員総選挙（群馬県郡部、立憲政友会）で当選。1904年（明治37年）3月、第9回総選挙で落選し、衆議院議員に1期在任して政界を引退した。
日露戦争後、朝鮮に渡り、京城府（現ソウル特別市）で弁護士として活動し、苗園の経営も行った。

## 国政選挙歴
- 第5回衆議院議員総選挙（群馬県第5区、1898年3月、国民協会）落選[2][10]
- 第6回衆議院議員総選挙（群馬県第5区、1898年8月、憲政党）落選[2][10]
- 第7回衆議院議員総選挙（群馬県郡部、1902年8月、立憲政友会）落選[2][9]
- 第8回衆議院議員総選挙（群馬県郡部、1903年3月、立憲政友会）当選[2][9]
- 第9回衆議院議員総選挙（群馬県郡部、1904年3月、無所属）落選[2][9]

## 著作
- 安藤兼吉との共著『受験必携民事訴訟法々理図解』高橋庄之助・安藤兼吉、1894年。